# Edwin Lins
Edwin Lins (ur. 9 marca 1963 w Feldkirch, zm. 17 stycznia 2018) – austriacki zapaśnik walczący w stylu wolnym. Dwukrotny olimpijczyk.
Dziewiąty w Seulu 1988 i odpadł w eliminacjach w Los Angeles 1984. Walczył w kategorii 90 kg.
Zajął dziewiąte miejsce na mistrzostwach świata w 1987 i szóste na mistrzostwach Europy w 1988. Wojskowy wicemistrz świata w 1988. Srebrny i brązowy medalista mistrzostw świata juniorów w 1980 roku.
- Turniej w Los Angeles 1984

Przegrał z Edem Banachem z USA i Abdulem Majeedem z Pakistanu.
- Turniej w Seulu 1988

Pokonał Gambijczyka Bakary Sanneha i Mongoła Dzewegijna Düwczina, a przegrał z Bułgarem Rumenem Ałabakowem i dwukrotnie (w drugiej i siódmej rundzie) zawodnikiem ZSRR Macharbiekem Chadarcewem.